# Gornje Žapsko
Gornje Žapsko (cyr. Горње Жапско) – wieś w Serbii, w okręgu pczyńskim, w mieście Vranje. W 2011 roku liczyła 86 mieszkańców.